# Црква Пресветог Тројства у Сурчину
Црква Пресветог Тројства је римокатоличка црква у Сурчину изграђена 1896. године.

## Историја
Изграђена је од цигле, покривена црепом, а у њој се налазио само један олтар са кипом Свегог Тројства, као и два мања са киповима Срца Исусова и Срца Маријина. Црква је имала торањ и три звона. У периоду од 2006—2007. године црква је реновирана. Црква припада жупи Сурчин, а до 1930. године припадала је старој земунској жупи.